# 沃德 (奥布省)
沃德（法語：Vaudes，法語發音：[vod]）是法国奥布省的一个市镇，位于该省中南部，属于特鲁瓦区和香槟地区巴尔市镇公共社区，其市镇面积为7.57平方公里，2022年1月1日时人口数量为708人。

## 行政
沃德的邮政编码为10260，INSEE市镇编码为10399。

## 地理

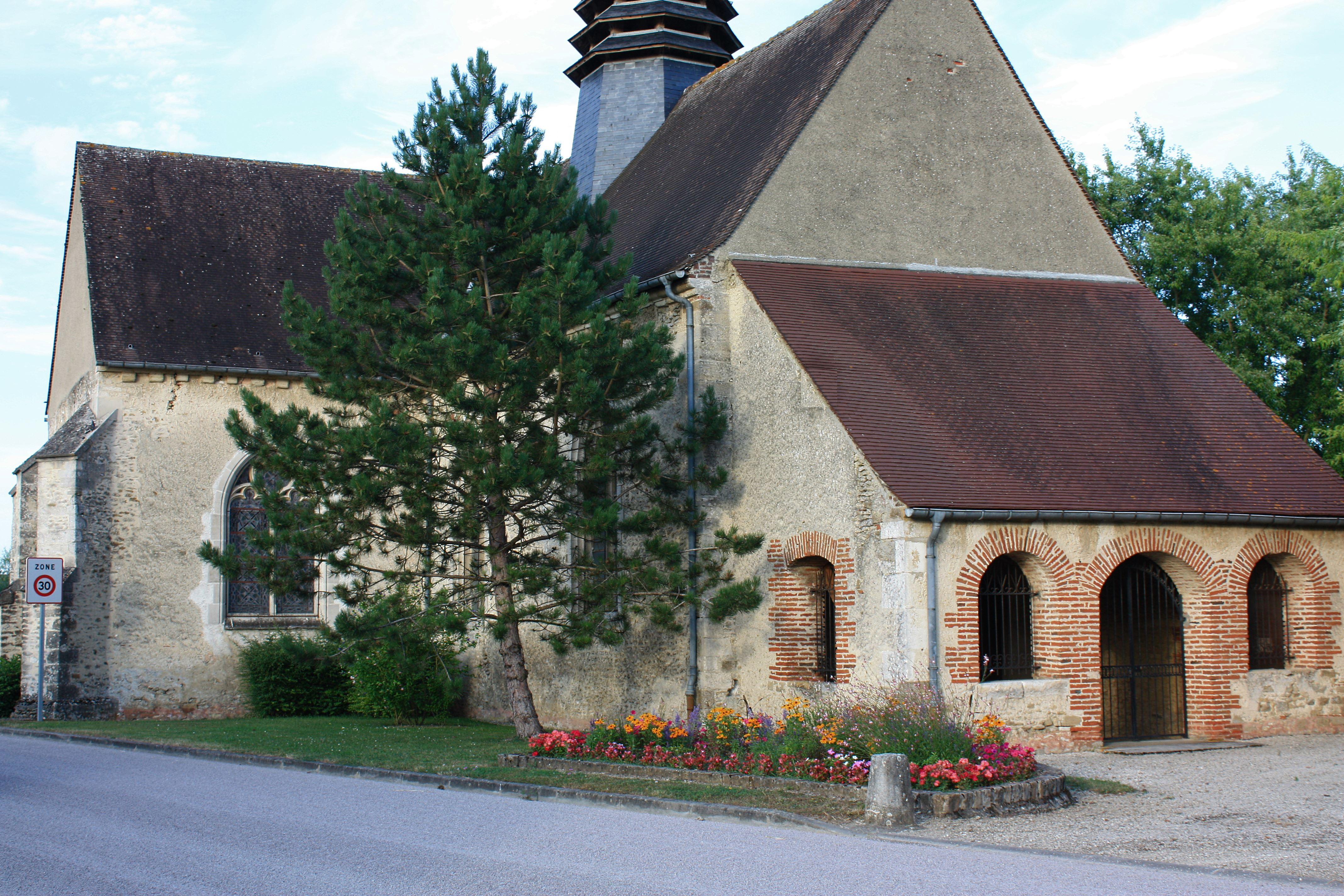
沃德教堂

沃德（48°10'42"N, 4°11'15"E）位于法国中北部偏东，大东部大区西南部和奥布省中部偏南。距离特鲁瓦市区东南大约11公里。
与沃德接壤的市镇包括：克莱雷、蒙索莱沃德、吕米伊莱沃德、圣帕尔莱沃德、圣蒂博。
沃德属于塞纳河流域，境内地势平坦。
按照柯本气候分类法，沃德属于温带海洋性气候，全年温差较小，降水分布均匀。

## 历史
沃德历史上长期为一普通村落，法国大革命后建立市镇。

## 交通
奥布省省道D93线、D185线和D671线在沃德境内交汇。

## 政治
现任沃德市长为埃尔韦·范·里瑟盖姆先生（Hervé Van Ryseghem）。

## 人口
| 年份   | 1936 | 1946 | 1954 | 1962 | 1968 | 1975 | 1982 | 1990 | 1999 | 2006 | 2007 | 2008 | 2013 | 2017 |
| ------ | ---- | ---- | ---- | ---- | ---- | ---- | ---- | ---- | ---- | ---- | ---- | ---- | ---- | ---- |
| 人口數 | 322  | 316  | 349  | 341  | 353  | 459  | 670  | 626  | 543  | 591  | 599  | 606  | 710  | 716  |

## 建筑
沃德十字架是法国国家文物保护单位；沃德教堂是当地的标志性建筑。

## 以“沃德”命名的其它市镇
- 沃德附近蒙索（Montceau-lès-Vaudes）
- 沃德附近吕米伊（Rumilly-lès-Vaudes）
- 沃德附近圣帕尔（Saint-Parre-lès-Vaudes）